# Липкани
Липкани (укр. Липкани, укр. Липканы, јид. ליפקאַן‎‎ ) је град у Бриченском рејону, на граници са Румунијом.

## Положај
Липкани се налазе у Бесарабији, на обали реке Прут, која чини границу са Румунијом. Недалеко се налази и гранични прелаз са Украјином, удаљен свега пар километара од града.
Најближи већи градови су: Хотин у Украјини (око 40 km северозападно), Чернивци у Украјини (око 75 km источно), Сучава у Румунији (око 103 km југозападно) и Балци у Молдавији (око 120 km југоисточно). Кроз град протиче мања река Медведка.

## Историја
Насеље се први пут спомиње у писаном документу из 17. јуна 1429. године. Данашњи назив добија 1699. године, када Татари, након борби на страни Османлија, насељавају ову област.
Крајем 19. и почетком 20. века захваљујући повољном геостратешком положају, постаје значајан трговински центар северне Бесарабије. Нагли индустријски развој доживљава након Другог светског рата, када се у граду отварају многобројне фабрике. Поред тога, 1937. године је завршена изградња моста на реци Прут, што доводи до већег привредног просперитета.

## Међународна сарадња

### Партнерски градови
Липкани су партнерски град са следећим градовима:
- Сирет, Румунија